# 卵叶榕
卵叶榕（学名：Ficus ovatifolia）为桑科榕属的植物，为中国的特有植物。分布在中国大陆的云南等地，生长于海拔1,300米至2,050米的地区，多生长于沟边或阔叶林中，目前已由人工引种栽培。